# Ernest J. Sternglass
Ernest J. Sternglass (* 24. September 1923 in Berlin; † 12. Februar 2015 in Ithaca, New York) war ein US-amerikanischer Physiker.

## Leben
Die Eltern von Sternglass waren jüdische Ärzte. Die Familie verließ Deutschland im Jahr 1938, als er vierzehn Jahre alt war, und emigrierte in die USA. Er schloss die Highschool im Alter von sechzehn Jahren ab und nahm an der Cornell University an einem Ausbildungsprogramm für Ingenieure teil. Finanzielle Probleme zwangen ihn, das Studium für ein Jahr zu unterbrechen. Als er nach Cornell zurückkehrte, waren die USA in den Zweiten Weltkrieg eingetreten. Sternglass meldete sich freiwillig zur Marine. Sein Schiff lief aus, als die Atombombe über Hiroshima gezündet wurde.
Nach dem Ende des Krieges heiratete er. Im Jahre 1947 wurde sein erster Sohn geboren. Sternglass starb am 12. Februar 2015 im Alter von 91 Jahren in seinem Zuhause in Ithaca, New York, an Herzversagen.

## Beruf
In Washington arbeitete er als ziviler Angestellter beim Marine-Artillerie-Labor, das militärische Waffen erforschte. Sternglass arbeitete an Nachtsichtgeräten und er bekam die Chance, Albert Einstein zu treffen.
Ab 1952 arbeitete er am Westinghouse Forschungslabor und war dort von 1960 bis 1967 Leiter des Apollo-Programms. 1962 wurde er Fellow der American Physical Society.
Er war emeritierter Professor für Strahlenkunde an der Universität Pittsburgh und Inhaber von dreizehn Patenten.
Seit 1963 beschäftigte sich Sternglass mit Niedrigstrahlung und wurde seitdem einer der Vorkämpfer, die auf ihre großen Gefahren aufmerksam machten. In Deutschland war er Gutachter bei den Prozessen um das Kernkraftwerk Wyhl am Kaiserstuhl und trat Anfang der 1990er-Jahre mit Jens Scheer bei Veranstaltungen zur Niedrigstrahlung auf.
In den USA agierte er als Experte der AKW-Opposition gegen das Kernkraftwerk Millstone. Er stellte unter anderem fest, dass die Strontium-Dosen in Ziegenmilch 8 km nördlich des Kraftwerks-Standortes (mit noch zwei Reaktorblöcken) um das Jahr 2000 höhere Werte aufwiesen als während der oberirdischen A-Bombentests Anfang der 1960er Jahre.
Sternglass war in der Elementarteilchenphysik der Ansicht, dass es sich bei dem J/Psi-Meson um einen energetisch hochangeregten Zustand eines Elektronen-Paares handele. In seiner Kosmologie vertritt er die These, dass unser Universum aus einer Folge von Urknall-Ereignissen hervorgegangen sei („kosmisches Feuerwerk“).

## Schriften (Auswahl)
- 1972: Low Level Radiation (Deutsche Übersetzung: Radioaktive Niedrig-Strahlung Berlin 1977)
- 1975: Schäden durch Niedrigstrahlung. In: Holger Strohm (Hrsg.): Warum auch geringe Radioaktivität lebensgefährlich ist. Frankfurt/Main 1986
- 1981: Secret Fallout. Low-Level Radiation from Hiroshima to Three Mile Island
- 1997: Before the Big Bang. The Origins of the Universe